# NGC 4211
NGC 4211 est une vaste galaxie lenticulaire située dans la constellation de la Chevelure de Bérénice. NGC 4211 a été découverte par l'astronome français Édouard Stephan en 1881.

## Caractéristiques
NGC 4211 présente une large raie HI. Selon la base de données Simbad, NGC 4211 est une galaxie LINER, c'est-à-dire une galaxie dont le noyau présente un spectre d'émission caractérisé par de larges raies d'atomes faiblement ionisés.

### Distance
Sa vitesse par rapport au fond diffus cosmologique est de
Sa vitesse par rapport au fond diffus cosmologique est de 6 884 ± 34 km/s, ce qui correspond à une distance de Hubble de 101,5 ± 7,1 Mpc (∼331 millions d'al).

## Paire de galaxies en interaction
Avec la galaxie PGC 39195 (NGC 4211 NED02, NGC 4211 forme une paire de galaxies en interaction gravitationnelle qui figure dans l'atlas des galaxies particulières de Halton Arp sous la désignation Arp 106. La distance de Hubble de PGC 39195 est égale à 102,8 ± 7,2 Mpc (∼335 millions d'al).